# Sheikhupura
Sheikhupura hay Shekhupur (tiếng Urdu: شيخوپورہ), tên cũ Kot Dayal Das (کوٹ دیال داس) hay Singhpuria (سنگھپوریہ) hay Virkgarh (ورک گڑھ), là một thành phố công nghiệp thuộc Punjab, phía tây bắc Lahore ở Pakistan. Thành phố có dân số ước tính năm 2010 là 426.980 người. Đây là thành phố lớn thứ 16 quốc gia này. Thành phố nổi tiếng với các địa điểm lịch sử, địa phương gọi là Qila Shaikhupura, bởi vì nó là một thành phố pháo đài được xây dựng bởi hoàng đế Mughal Jahangir. Tên gọi Sheikhupura lấy từ tên hiệu của Jahangir, người có được gọi tên là Sheikhu bởi bố ông Akbar Vĩ đại. Thành phố là nơi đóng trụ sở của quận Sheikhupura và có cự ly khoảng 35 km so với Lahore.